# Majorité civile en France
Pour les autres articles nationaux ou selon les autres juridictions, voir Majorité civile.
En France, la majorité civile est fixée à 18 ans depuis 1974. Auparavant, et ce depuis  1907, elle était fixée à 21 ans.
Aujourd'hui, l'âge de la majorité civile en France est aussi celui de la majorité matrimoniale et de la majorité pénale. Mais l'âge de la majorité civile ne coïncide pas avec celui de la majorité sexuelle, fixé à 15 ans.

## Historique
Avant l'Ancien Régime, la majorité suit le droit canon : 14 ans pour les garçons, 12 ans pour les filles. Brusquement, sous Henri III (ordonnance de Blois de 1579), la majorité civile est fixée à 25 ans (il demeure des variantes avec les coutumes locales). Les femmes peuvent désigner un mandataire pour les représenter dans certaines conditions.
Peu avant la proclamation de la Première République, par décret du 20 septembre 1792, l'âge de la majorité civile est abaissé à 21 ans pour les hommes comme pour les femmes. Ce décret faisait suite à celui du 28 août 1792 abolissant la puissance paternelle sur les majeurs.
Le Code civil napoléonien (an XII, 1804) codifie le précédent décret, conservant la majorité civile à 21 ans . Pour se marier, le consentement des parents est requis jusqu'à 21 ans pour les femmes et 25 ans pour les hommes .
La Seconde République abaisse le droit de vote à l'âge de 21 ans . Le  Second Empire conserve les mesures en vigueur mais la IIIe république, par la loi du 21 juin 1907, ramène aux deux sexes l'obligation légale du consentement des parents au mariage à 21 ans.
Dès le 5 juillet 1974, le président fraîchement élu le 27 mai précèdent, Valéry Giscard d'Estaing, fait abaisser la majorité à l'âge de 18 ans. 2,4 millions de Français furent concernés alors. Pour les familles, les jeunes gens et les jeunes filles nés en 1953, 1954, 1955 et 1956 deviennent tous majeurs en 1974. Cette évolution comble le retard pris par rapport aux voisins européens qui avaient réformé l'âge de la majorité des années plus tôt. Le programme commun défendu par François Mitterrand proposait aussi la majorité abaissée à 18 ans.

## Notion de jeune majeur
En France, le terme de « jeune majeur » est employé de 18 à 21 ans et apporte différents droits, notamment dans le cadre de la protection de l'enfance,.

## Notion de mineur de quinze ans
Le code pénal prévoit que les « mineurs de quinze ans », c'est-à-dire les mineurs ayant moins de quinze ans révolus, sont plus particulièrement protégés que les mineurs âgés de 15 à 18 ans.
Ainsi, toute atteinte sexuelle commise sur un(e) mineur(e) de 15 ans constitue une circonstance aggravante des délits et des crimes d'agressions sexuelles et de viols sur mineurs.